# 大頰隱鰭鯰
大頰隱鰭鯰，為輻鰭魚綱鯰形目鯰科的其中一種，為熱帶淡水魚，分布於亞洲泰國西部Amphoe Sai Yok的湄公河流域，體長可達14.7公分，棲息在底層水域，生活習性不明。